# Сплюшка чіапська
Сплюшка чіапська (Megascops barbarus) — вид совоподібних птахів родини совових (Strigidae). Мешкає в Мексиці і Гватемалі.

## Опис
Довжина птаха становить 16-20 см, самці важать 63 г, самиці 72 г. Крила довгі, у самиць крила і хвіст довші, ніж у самців, на голові невеликі пір'яні "вуха". Забарвлення існує у двох морфах — світло-сірувато-коричневій і темно-рудувато-коричневій, друга морфа більш поширена серед самиць. Існують також проміжні морфи. Лицевий диск світлий з тонкими темними краями, на плечах біла смуга з чорними краями. Нижня частина тіла світліша, поцяткована темними плямками. У представників рудої морфи смужки і плями в оперенні менш виражені. Райдужки жовті, дзьоб зеленувато-сірий, лапи оперені, пальці рожеві. Голос — трелі тривалістю 3-5 секунд, гучність яких спочатку зростає, а потім спадає, а також м'яке, приглушене угукання.

## Поширення і екологія
Чіапські сплюшки мешкають в горах Сьєрра-Мадре-де-Чіапас в штаті Чіапас на півдні Мексики і в Гватемалі. Вони живуть в дубових і соснових гірських лісах та в хмарних лісах, на висоті від 1800 до 2500 м над рівнем моря. Ведуть нічний спосіб життяв. Живляться жуками, цвіркунами, метеликами, тарганами та іншими комахами, павуками, скорпіонами та іншими безхребетними. Птахи не повертаються разом зі своєю здобиччю на гілку дерева, а поїдають її там, де спіймали. Сезон розмноження у чіапських сплюшок триває з березня по червень. Вони гніздяться в дуплах дерев.

## Збереження
МСОП класифікує цей вид як такий, що не потребує особливих заходів зі збереження. За оцінками дослідників, популяція чіапських сплюшок становить від 20 до 50 тисяч дорослих птахів.